# Aeropuerto de Kalaburagi

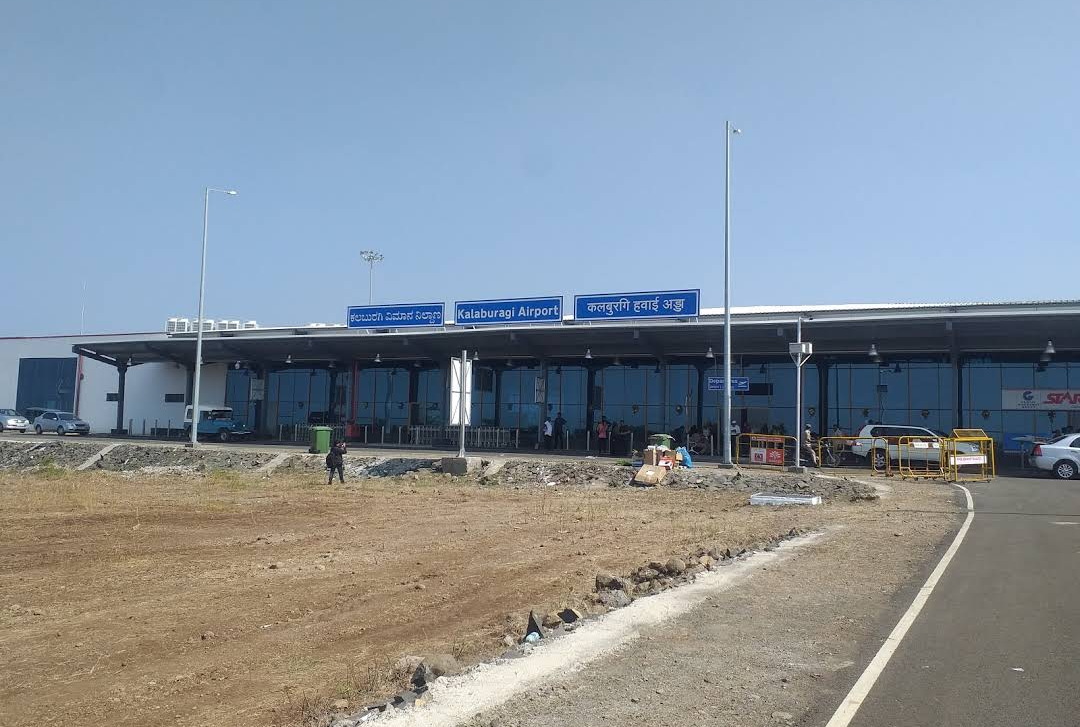
Aeropuertos en Karnataka

El Aeropuerto de Kalaburagi (IATA: GBI, OACI: VOGB) es un aeropuerto que atiende a la ciudad de Kalaburagi, anteriormente conocida como Gulbarga, al noreste de Karnataka en India. La Dirección de Aeropuertos de India gestiona el sitio, que está ubicado a 12 km de la ciudad. El gobierno estatal aprobó el plan de construir la instalación en 2007 con el fin de estimular la economía de la zona y brindarle servicio aéreo, puesto que el aeropuerto más cercano estaba localizado a tres horas en carro de Kalaburagi. Las obras terminaron en 2018 tras varios retrasos, y el aeropuerto entró en funcionamiento al año siguiente cuando Star Air empezó vuelos hasta Bangalore y Tirupati.

## Historia
El noreste de Karnataka carecía de un aeropuerto; el más cercano quedaba en Hyderabad, a tres horas en auto de la región. Mucha gente se tenía que desplazar entre Kalaburagi y otras ciudades importantes, como Bangalore, la capital del estado, en tren o carro. El gobierno estatal deseaba construir una pista en esta zona para ayudar a desarrollar su economía, que incluía la cultivación de guandú y varias fábricas de hormigón y otras de la industria pesada. Se autorizó el proyecto en marzo de 2007, y el ministro jefe del estado, B. S. Yediyurappa, puso la piedra base al año siguiente. Para realizar las obras, se creó una alianza público-privada que incluía un consorcio llamado Gulbarga Airport Developers Limited (GADL). Después de unos años y de haber invertido 250 millones de rupias en la construcción, el grupo de compañías anunció que ya no seguiría con las obras por varios conflictos que habían surgido entre los miembros del consorcio. El gobierno de Karnataka canceló su contrato con GADL en 2014 y solicitó el apoyo de la Dirección de Aeropuertos de India (AAI por sus siglas en inglés), pero esta se negó a retomar la construcción del sitio. Al final, el Departamento Estatal de Obras Públicas se encargó de terminar el proyecto.
Se acabó la construcción en 2018 con una inversión total de 1.760 millones de rupias, y la AAI se convirtió en el operador del aeropuerto. La aerolínea regional Star Air declaró que iniciaría vuelos entre Kalaburagi, Bangalore y Tirupati en Andhra Pradesh bajo el programa del gobierno nacional llamado Ude Desh Ka Aam Naagrik, que subvenciona el aumento de conectividad aérea en todo el país. Estos servicios comenzaron el 22 de noviembre de 2019, día que hubo también una ceremonia de inauguración a la que asistió B. S. Yediyurappa.

## Instalaciones
El aeropuerto de Kalaburagi dispone de una pista que mide 3175 × 45 m y que es la segunda pista más larga del estado, después del Aeropuerto Internacional Kempegowda en la capital. También cuenta con una terminal para pasajeros que cubre 2173 m².

## Aerolíneas y destinos
| Aerolíneas   | Destinos            |
| ------------ | ------------------- |
| Alliance Air | Bangalore           |
| Star Air     | Bangalore, Tirupati |